# Музыка Химачал-Прадеш
Музыка Химачал-Прадеш — штата Индии на северо-западной границе страны, включает многие виды народных песен местного населения, многие из которых исполняются без аккомпанемента.
Джхури — тип песни о внебрачном романе. Она популярна в Махусу и Сирмуре, и сопровождается женским танцем Джхумар. Ламан, песня из Куллу, другой тип любовной песни.
Санскары поются на фестивалях и праздниках женщинами из некоторых высших каст. Эти песни базируются на раге, которая представляет собой композицию Индийской классической музыки, а также воинские джханджхоти.
Айнчалиян религиозные песни, поются в доме невесты после свадьбы женщинами и незамужними девушками.
В Чамба-Панги, бродячие музыканты играют на кханджари (бубне) и дают представление, также используют марионеток.
Народная музыка Химачал-Прадеша характеризуется широким использованием барабанов, включая даммама, дамангхт, гаджджу, дору, дхаунса, нагара, дхолку, нагартх, тамака, дафале, дхол, долки и худак. Также есть и иные инструменты, какалгоджа, пипни, шехнай, бишуди, карнал и рана сингха, и ударные инструменты (кроме барабанов) как: гханта и гхарьял (гонги), чимта (щипци), манджира и джханджх (цимбалы), гхунгру (колокольчик), тхали и кокатха мурчанг. Струнные инструменты включают грамьянг, сарнаги, джуманг, эктара и киндари даватра.